# Yenagudde
Yenagudde là một thị trấn thống kê (census town) của quận Udupi thuộc bang Karnataka, Ấn Độ.

## Nhân khẩu
Theo điều tra dân số năm 2001 của Ấn Độ, Yenagudde có dân số 4537 người. Phái nam chiếm 47% tổng số dân và phái nữ chiếm 53%. Yenagudde có tỷ lệ 81% biết đọc biết viết, cao hơn tỷ lệ trung bình toàn quốc là 59,5%: tỷ lệ cho phái nam là 85%, và tỷ lệ cho phái nữ là 76%. Tại Yenagudde, 9% dân số nhỏ hơn 6 tuổi.